# 가모촌 (돗토리현 이와미군)
가모촌(蒲生村)은 돗토리현 이와미군에 설치되었던 촌이다. 현재의 이와미정에 해당한다.

## 개요
효고현 경계에 있는 가모 고개는 에도기에는 다이묘 행렬과 여행자의 중요한 산인도가 지나, 전후에는 국도 9호가 되었다.

## 역사
- 1889년 4월 1일 - 정촌제 시행에 의해 오미군 가모촌이 성립하였다.
- 1896년 4월 1일 - 호미군, 이와이군, 오미군의 구역을 가지고 이와미군이 성립하여, 이와미군 가모촌이 되었다.
- 1953년 7월 1일 - 이와이정, 아지로촌, 다지리촌, 우라토미정, 히가시촌, 오다촌, 혼조촌, 오이촌과 합병해 이와미정이 성립하여, 동일 가모촌은 폐지되었다.

## 교통

### 도로
- 국도 제9호선